# Upplands runinskrifter 370
Upplands runinskrifter 370 är en medeltida runsten av granit av ljusgrå färg i Herresta, Skepptuna socken och Sigtuna kommun. Inskriften består av runor, runliknande tecken och andra figurer. Det är en så kallad nonsensinskrift, det vill säga att den saknar språklig innebörd. Runstenen är 2,10 meter hög och 0,75 meter bred. Runhöjden är 9 centimeter. Stenen som tidigare varit sprucken i flera delar lagades och restes på sin nuvarande plats 1940. Runstenens ursprungliga plats är inte känd.

## Inskriften
Translitterering av runraden:
+ obmnþi(s)a : kl(f)ai?i : is--lþ͡ʀiʀ : iahþþ ¶ ÷ (o)þntiuilki(f) : ¶ ÷ iklʀþ(f)